# 김동영 (정치인)
김동영(金東英, 1936년 12월 23일~1991년 8월 19일)은 대한민국의 정치인이다. 제9·10·12·13대 국회의원을 지냈다. 본관은 선산(善山), 호(號)는 민초(民草)이다. 별명은 거창불곰이다.

## 생애

### 유신 시절
1966년 국회전문위원으로 정치에 입문해서, 1970년, 신민당의 유력 주자인 김영삼에 의해 발탁되었다. 이후 김영삼의 측근으로 활동하여 일명 좌동영 우형우 라는 별명이 생겨나기도 했다. 9대, 10대 경남 거창/산청/함양 지역구의 국회의원을 역임하였다. 정치적으로 김영삼의 계보에서 활동하였기 때문에 최형우와 함께 대표적인 상도동 가신그룹으로 꼽히며 "좌동영 우형우"로 불렸다.

### 제5공화국 시절
1980년 신군부 집권이후 국회가 해산되어 국회의원직을 잃고 보안사에서 고초를 겪고, 정치규제에 묶여 출마하지 못하였지만, 김영삼과 김대중이 연합하여 만든 민주화추진협의회에서 활동하였다. 정치규제가 풀리자 1985년 12대 총선에서 당선되어 당시 야당 사상 최대의 의석수를 가졌던 103석 신한민주당의 원내총무를 역임하였다.
1988년 제13대 총선에서 김영삼의 통일민주당 소속으로 당선되어 통일민주당의 부총재를 맡았다. 1990년 3당합당에서 김영삼을 따라 민자당에 합류하여 이후 민자당 원내총무, 1991년에는 정무장관을 맡았다.

### 생애 후반
한편 그는 국군보안사령부의 사찰대상 중 한사람이 되어 노태우 정부로부터 감시당하였는데, 1990년 10월 4일 오후 6시 40분쯤 한국외대 재학 중 민학투련 출신이었던, 탈영병 윤석양 이병의 폭로에 의해 밝혀졌다. 윤석양은 탈영후 서울시 연지동 기독교회관 7층 한국기독교교회협의회 인권위원회 사무실에서 「양심선언」을 통해 탈영당시 보안사에서 갖고나온 동향파악대상자 개인색인표 신상철,이들 내용이 입력된 컴퓨터디스킷을 공개했다.
외모에서 풍기는 인상때문에 "뚝심의 정치인"이라고 불리며 김영삼의 대통령 당선을 누구보다 열망했으나, 김영삼이 대통령 당선되는 것을 보지 못하고 불과 대선 1년을 앞두고 암으로 사망하였다.

## 경력
- 국회 전문위원
- 신민당 총재비서관
- 민주화추진협의회 간사장
- 신한민주당 원내총무
- 통일민주당 부총재
- 통일민주당 사무총장
- 제12대 정무제1장관

## 학력
- 1952년 거창중학교 졸업
- 1955년 거창농업고등학교 졸업
- 1959년 동국대학교 정치학과 학사
- 1978년 서울대학교 행정대학원 행정학 석사

## 미디어에서
- 삼김시대 - 정한헌
- 제5공화국 - 최상훈

## 역대 선거 결과
|  | 22.34% |

|  | 32.16% |

|  | 25.38% |

|  | 59.82% |

## 소속 정당
| 소속 정당 | 소속 정당  | 소속 기간 | 비고           |
| --------- | ---------- | --------- | -------------- |
|           | 민주당     | 1960      | 입당           |
|           | 무소속     | 1960~1961 | 탈당           |
|           | 신민당     | 1960~1961 | 창당           |
|           | 무소속     | 1961~1963 | 정당 해산      |
|           | 민정당     | 1963~1965 | 창당 정계 입문 |
|           | 민중당     | 1965~1967 | 합당           |
|           | 신민당     | 1967~1969 | 합당           |
|           | 무소속     | 1969      | 자진 정당 해산 |
|           | 신민당     | 1969~1980 | 정당 재등록    |
|           | 무소속     | 1980~1985 | 정당 해산      |
|           | 신한민주당 | 1985~1987 | 창당           |
|           | 무소속     | 1987      | 탈당           |
|           | 통일민주당 | 1987~1990 | 창당           |
|           | 민주자유당 | 1990~1991 | 합당 사망      |

## 같이 보기
- 산청군·함양군·거창군 (1973년 선거구)
- 거창군 (1988년 선거구)
- 산청군의 국회의원
- 함양군의 국회의원
- 거창군의 국회의원
- 대한민국의 특임장관